# James Hunt
James Simon Wallis Hunt (* 29. August 1947 in Epsom; † 15. Juni 1993 in Wimbledon) war ein britischer Automobilrennfahrer. Er nahm zwischen 1973 und 1979 an der Formel 1 teil. Er war wiederholt in Unfälle verwickelt, was ihm die Bezeichnung „Hunt the Shunt“ (etwa „Hunt der Verschrotter“) einbrachte. Hunt gewann zehn Grands Prix und wurde 1976 Formel-1-Weltmeister. Die Medien machten den Titelkampf zwischen ihm und Niki Lauda zu einem „dramatischen Duell“.
Unterstützt durch seinen Lebensstil und sein Erscheinungsbild hatte er in den 1970er Jahren die Aura einer „Pop-Ikone“ oder des „Rockstars der Formel 1“.

## Herkunft und Privatleben
Hunt wurde als Sohn des Londoner Börsenmaklers Wallis Hunt geboren. Seine Mutter war Sue Hunt. James Hunt hatte fünf Geschwister: drei jüngere Brüder sowie eine jüngere und eine ältere Schwester. Die Familie lebte anfänglich im Londoner Vorort Cheam, später zogen sie nach Sutton und daraufhin nach Belmont. Hunt erhielt eine privilegierte Ausbildung am Wellington College.
Hunt war bekannt für seine exzessive Lebensweise und Exzentrizität: Mit seiner markanten blonden Haarmähne war der großgewachsene (1,85 m) Hunt Kettenraucher und bekennender exzessiver Trinker. Laut Hans-Joachim Stuck trank er sogar vor den Rennen. Neben Alkohol und Zigaretten konsumierte Hunt jede Menge an Joints und Kokain. Er besaß die Marotte seine Schuhe an den Spitzen stets aufzuschneiden und im Fahrerlager war er, dank der ihn umlagernden Groupies, nie zu übersehen. Seine hedonistische Lebensweise trug er offen auf seinem Rennanzug zur Schau. Auf diesem stand: "Sex - Breakfast of Champions". Er galt als „letzter bunter Hund“ (Zitat des befreundeten Niki Lauda) der Formel 1. Neben dem Rennsport pflegte er eine ausgesprochene Leidenschaft für Squash.
Hunt war zweimal verheiratet. Seine erste Frau, Susan "Suzy" Miller, trennte sich wegen seiner Lebensweise von ihm und heiratete 1976 den Schauspieler Richard Burton. Mit seiner zweiten Frau, Sarah Lomax, von der er später ebenfalls geschieden wurde, hatte er zwei Söhne, Tom und Freddie. Sein Bruder David war 1988 Testfahrer für das Formel-1-Team Benetton und arbeitete, nachdem er seine aktive Fahrerkarriere aufgegeben hatte, Anfang der 1990er Jahre für das Team Lotus. Hunts jüngerer Sohn Freddie kam mehr durch Zufall mit dem Motorsport in Berührung. Beim Goodwood Festival of Speed durfte er einen Maserati fahren. Dies begeisterte ihn für den Rennsport. In der Saison 2009 fuhr sein Sohn für ein deutsches Team in der Serie ADAC-Formel-Masters.
Kurz vor seinem Tod hörte Hunt auf zu trinken und nahm keine Drogen mehr. Er tat dies für die Liebe seines Lebens Helen Dyson, der er am 14. Juni 1993 einen Heiratsantrag machte. James Hunt starb am Morgen des 15. Juni 1993 im Alter von nur 45 Jahren an einem Herzinfarkt.

## Motorsportkarriere

### Die Anfänge
James Hunt begann seine Motorsportkarriere mit Clubrennen, bei denen er einen Mini einsetzte. 1968 fuhr er in der britischen Formel Ford, und 1969 wechselte er in die Formel 3.

### Formel 3

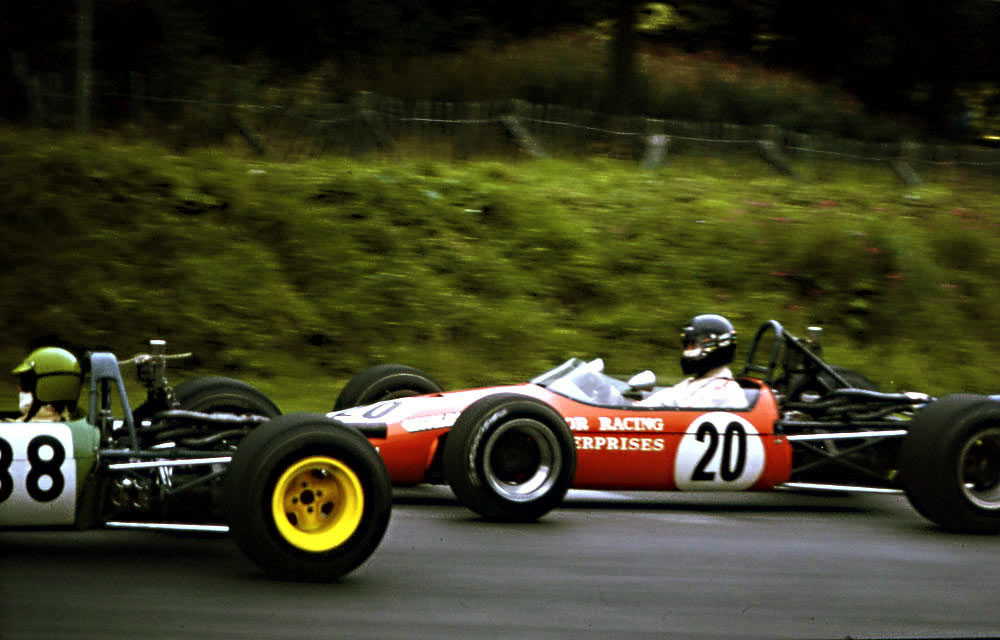
James Hunt im Brabham BT21 von Motor Racing Enterprises bei der Formel 3 Guards Trophy in Brands Hatch 1969

Hunts erstes Formel-3-Rennen war der 13. Lauf der MCD Lombard Championship, der am 17. August 1969 auf dem Brands Hatch Circuit ausgetragen wurde. Hunt fuhr einen älteren Brabham BT21 für Motor Racing Enterprises und beendete das Rennen auf Platz drei. Es gab im weiteren Verlauf der Saison einige weitere Zielankünfte in den Punkterängen, an das Ergebnis seiner Formel-3-Premiere kam Hunt 1969 allerdings nicht heran. Er beendete die Meisterschaft auf Platz 15.
1970 wurden drei eigenständige Meisterschaften in der britischen Formel 3 ausgetragen. Hunt nahm mit einem privaten Lotus 59 an allen Serien teil. Die Shell Super Oil British F3 Championship beendete er auf Rang sechs der Abschlusswertung, die Lombank British F3 Championship auf Rang 10 und die Forward Trust British F3 Championship auf Position 15.
Für die britischen Formel-3-Rennen der Jahre 1971 und 1972 wurde Hunt vom March-Werksteam verpflichtet. 1971 wurde er Dritter der Forward Trust British F3 Championship; die beiden anderen Formel-3-Meisterschaften beendete Hunt auf den Plätzen acht bzw. zehn.
1972 fuhren Hunt und Bernard McInerney für das March-Werksteam in der Formel 3, das zu dieser Zeit organisatorisch überfordert war. Vor dem Formel-3-Rennen von Monte Carlo 1972 gelang es den Mechanikern nicht, Hunts und McInerneys Wagen rennbereit zu machen. Beide Fahrer verließen vor dem Rennen in Monaco das Werksteam, das schließlich Jochen Mass und Russell Wood verpflichtete. Hunt wechselte für diese Veranstaltung zur französischen Équipe La Vie Claire, deren Fahrer kurzfristig ausgefallen war. La Vie Claire setzte einen March 731 ein. Hunt konnte sich mit ihm nicht qualifizieren. Im Juni 1972 wechselte Hunt zu Hesketh Racing, das einen technisch unterlegenen Rennwagen von Dastle in der Formel 3 an den Start brachte. Er ersetzte Steve Thompson. Das Formel-3-Engagement des Hesketh-Teams endete im Juli 1972. Beim John Player British Grand Prix 1972 in Brands Hatch zerstörte James Hunt im Training eines der beiden Fahrzeuge des Teams, sodass er am Rennen nicht teilnehmen konnte. Das zweite Chassis fuhr Anthony „Bubbles“ Horsley, ein Freund des Teamgründers. Er beschädigte sein Auto in der Aufwärmrunde irreparabel, sodass kein Hesketh-Auto ins Rennen ging. Danach wandte sich das Team der Formel 2 zu.

### Formel 2
Nachdem Hunt einige der Frühjahrsrennen der Formel 3 bestritten hatte, meldete Hesketh ihn ab Juli 1972 regelmäßig zu den Rennen der Formel-2-Europameisterschaft. Tatsächlich trat das Team allerdings erst im September 1972 erstmals an. Hunts erstes Formel-2-Rennen war der Festspielpreis der Stadt Salzburg, bei dem Hunt nach 25 Runden vorzeitig ausschied. Auf dem Hockenheimring wurde er Zehnter, das Rennen in Albi schloss er auf Rang acht ab. 1973 ging Hunt noch mit einem Surtees T15 zu einzelnen Formel-2-Rennen für Hesketh an den Start. Nachdem Hunt den Surtees im Training zum Grand Prix de Pau 1973 durch einen Unfall zerstört hatte, beendete Hesketh das Formel-2-Engagement in der Erwartung, dass ein Einstieg in die Formel 1 „nicht wesentlich teurer“ sei als der Formel-2-Betrieb.

### Formel 1

#### Hesketh

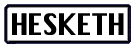
Hesketh Racing

Hesketh Racing debütierte mit James Hunt im Frühjahr 1973 in der Formel 1. Der Rennstall war ein Jahr zuvor von dem wohlhabenden britischen Adligen Alexander Hesketh gegründet worden. Das Team hatte bereits in der Formel 3 den Ruf einer Partytruppe erworben; Hunt komplettierte das Image des Teams. Während des dreijährigen Formel-1-Engagements war Hesketh ein Hunt-Team; er war der einzige kontinuierlich für das Team antretende Fahrer. Zwar brachte Hesketh 1975 einige weitere Piloten wie Torsten Palm, Harald Ertl und Brett Lunger an den Start; hierbei handelte es sich aber jeweils nur um einzelne Einsätze, die in erster Linie der Finanzierung des Rennstalls dienten.

##### 1973: Erfolgreich mit Kundenautos

Das typische Helmdesign von James Hunt

James Hunts erstes Formel-1-Rennen war das Race of Champions 1973, das keinen Weltmeisterschaftsstatus hatte. Hesketh begann als Kundenteam. Der Rennstall setzte einen Surtees TS9 (Chassis 9/006) ein, der 1971 aufgebaut worden war. Hunt war nach Tim Schenken, Sam Posey und Carlos Pace der vierte Rennfahrer, der dieses Chassis fuhr. Er ging von Startplatz 13 aus ins Rennen. Während der Veranstaltung fielen zahlreiche Spitzenfahrer aus, sodass er das Rennen letztlich als Dritter hinter Peter Gethin und Denis Hulme beendete.
Hunts erstes Weltmeisterschaftsrennen war der Große Preis von Monaco, der im Mai 1973 stattfand. Hesketh hatte zu dieser Zeit den Surtees gegen einen March 731 (Chassis 721/5) eingetauscht. Es handelte sich um das dritte von fünf 1972 gebauten March 721G-Fahrzeugen, das in der Formel-1-Saison 1972 von Ronnie Peterson gefahren worden war und das in der Winterpause 1972/73 ein technisches Update erhalten hatte. Der Wagen wurde technisch von Harvey Postlethwaite betreut und erreichte ein besseres technisches Niveau als die Werkswagen. Hunt fuhr mit ihm besser als die Werkspiloten Jean-Pierre Jarier, Henri Pescarolo und Roger Williamson: Während die Werksfahrer 1973 keine Weltmeisterschaftspunkte einfahren konnten, wurde Hunt bereits in seinem dritten Formel-1-Rennen, dem Großen Preis von Großbritannien, Vierter. Beim folgenden Rennen in den Niederlanden wurde er Dritter und stand damit erstmals in seiner Formel-1-Karriere auf dem Podium. Das beste Ergebnis des Jahres erreichte Hunt beim Saisonabschluss in Watkins Glen: Den Großen Preis der USA beendete Hunt auf Platz zwei. Hunt, der in diesem Jahr nur sieben von 15 Formel-1-Rennen bestritten hatte, wurde in der Endwertung mit 14 Punkten Achter der Fahrerwertung.

##### 1974: Eigenes Fahrzeug
Für die Automobil-Weltmeisterschaft 1974 konstruierte Harvey Postlethwaite ein eigenes Auto, den Hesketh 308, der im März 1974 einsatzbereit war. Der technisch einfache 308 war leistungsfähig, allerdings auch defektanfällig. So gab es neben einigen Erfolgen auch zahlreiche technisch bedingte Ausfälle. Hunt gewann das dritte Rennen des 308, die BRDC International Trophy in Silverstone, die keinen Weltmeisterschaftsstatus hatte, und wurde jeweils Dritter bei den Weltmeisterschaftsläufen in Schweden, Österreich und den USA. Bei neun Rennen fiel er infolge technischer Defekte oder durch Unfälle aus. Am Ende des Jahres belegte Hunt mit 15 Punkten erneut Platz acht der Fahrerwertung.

##### 1975: Der erste Sieg

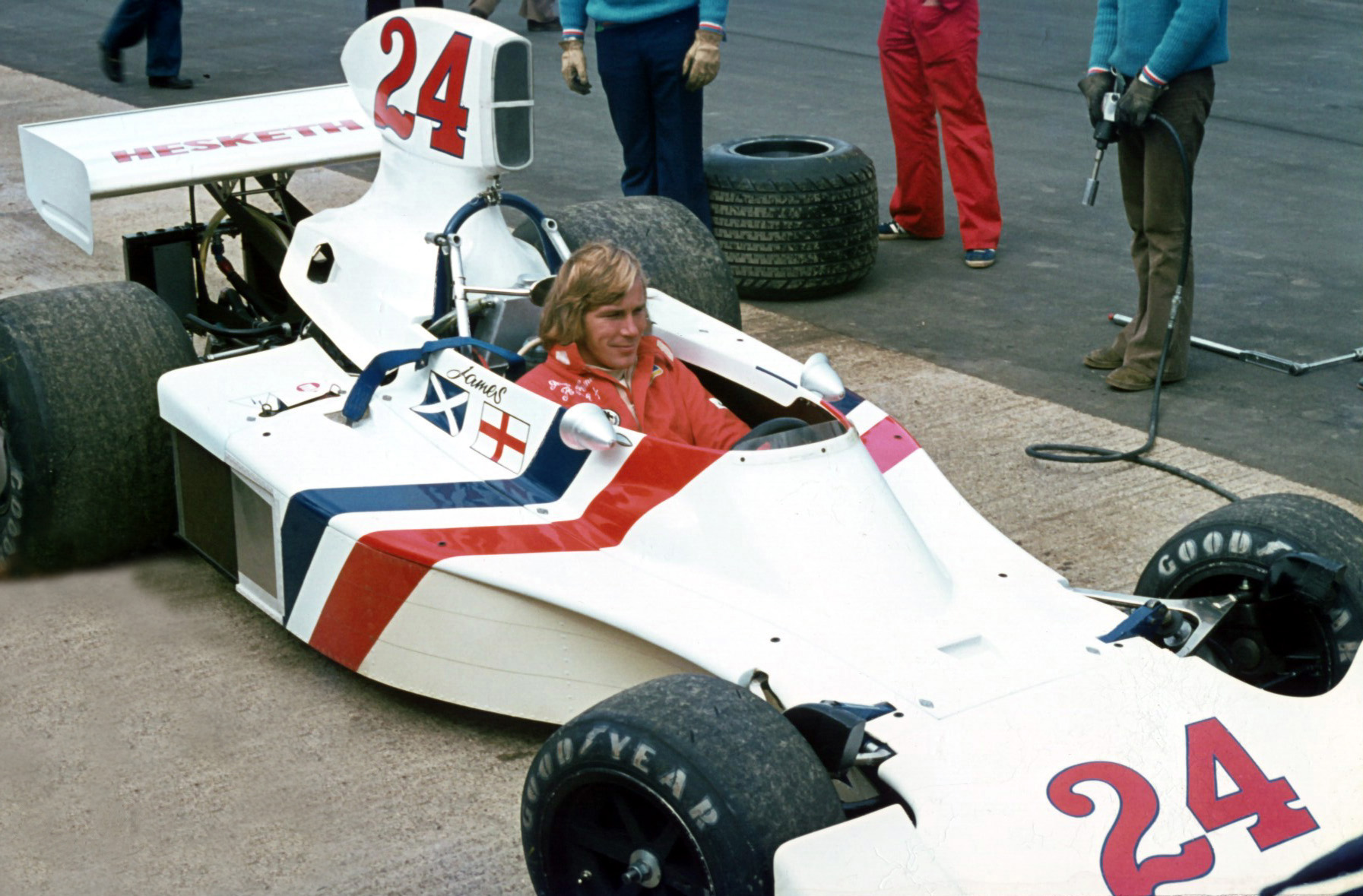
James Hunt im Hesketh 308 beim Großen Preis von Großbritannien 1975

Die Automobil-Weltmeisterschaft 1975 wurde zum erfolgreichsten Jahr des Hesketh-Teams. Postlethwaites Hesketh 308 erhielt zu Saisonbeginn einige Verbesserungen, durch die es konkurrenzfähiger wurde. Hunt belegte beim Auftaktrennen in Argentinien Platz zwei, beim folgenden Rennen in Brasilien wurde er Sechster. Daran schloss sich eine Reihe von fünf aufeinander folgenden Ausfällen an, die dreimal technisch bedingt und in zwei Fällen auf Fahrfehler Hunts zurückzuführen waren. In Spanien verlor er durch einen Unfall einen möglichen Sieg.
Beim Großen Preis der Niederlande in Zandvoort kam es erstmals zu einem Wettkampf zwischen Hunt und Niki Lauda um den Sieg. Lauda hatte die Poleposition inne, Hunt belegte mit einem Trainingsrückstand von 0,4 Sekunden den dritten Startplatz. Beim Start war es regnerisch, Hunt und Lauda gingen wie die meisten anderen Piloten mit Regenreifen ins Rennen. Lauda führte das Rennen an, Hunt war nach dem Start hinter Jody Scheckter (Tyrrell) und Clay Regazzoni (Ferrari) auf Platz vier zurückgefallen. Bei abtrocknender Piste wechselte er frühzeitig auf Trockenreifen, während Lauda noch einige Runden länger auf Regenreifen fuhr, die zunehmend langsamer wurden. Nachdem auch er die Reifen gewechselt hatte, lag Hunt im Hesketh an der Spitze des Feldes, während Lauda auf Platz drei zurückgefallen war. Zwischen ihnen lag Jean-Pierre Jarier im technisch unterlegenen Shadow. In der 44. Runde überholte Lauda Jarier, dessen Reifen beschädigt waren, und schloss auf den führenden Hunt auf. Während der letzten 15 Rennrunden lieferten sich Hunt und Lauda einen Kampf um den Rennsieg. Letztlich gewann Hunt mit einer Sekunde Vorsprung vor Lauda.
Die Großen Preise von Frankreich und Österreich beendete Hunt jeweils als Zweiter; hinzu kamen zwei vierte und ein fünfter Platz in den Herbstrennen. Hunt schloss die Saison mit 33 Punkten als WM-Vierter ab; Lauda wurde mit 64,5 Punkten Fahrerweltmeister.
Am Ende des Jahres war das Hesketh-Team an einem Punkt angekommen, an dem es – anders als bisher – nicht mehr allein durch den Inhaber Alexander Hesketh finanziert werden konnte. Das Team musste, um weitermachen zu können, Sponsoren finden. Heskeths Bemühungen waren angesichts des Rufs des Hesketh-Teams erfolglos, das nach wie vor für eine etwas unseriöse Partytruppe gehalten wurde. Hesketh zog sich daraufhin Ende 1975 aus der Formel 1 zurück. James Hunt war damit für die kommende Saison zunächst ohne Cockpit.

#### McLaren
Zu Beginn der Formel-1-Saison 1976 wechselte Hunt kurzfristig zu McLaren, nachdem der etablierte McLaren-Fahrer Nr. 1 Emerson Fittipaldi zum Copersucar-Team seines Bruders Wilson gewechselt war. Laut John Hogan, dem zuständigen leitenden Angestellten von Teamsponsor Marlboro, der auch Hunts Wechsel initiiert hatte, brachte Hunt dem Team eine Frische, Vitalität und Art von Enthusiasmus zurück, die Fittipaldi dem Team ausgetrieben habe: „Emerson war ein harter Zuchtmeister, der dem Team eine harte Zeit beschert hatte, um das nötige Tempo zu erreichen. Auf eine seltsame Weise war das ganze Team ziemlich erschöpft. Dann kam James mit seinem jungenhaften Enthusiasmus...“.

##### 1976: Der Weltmeistertitel

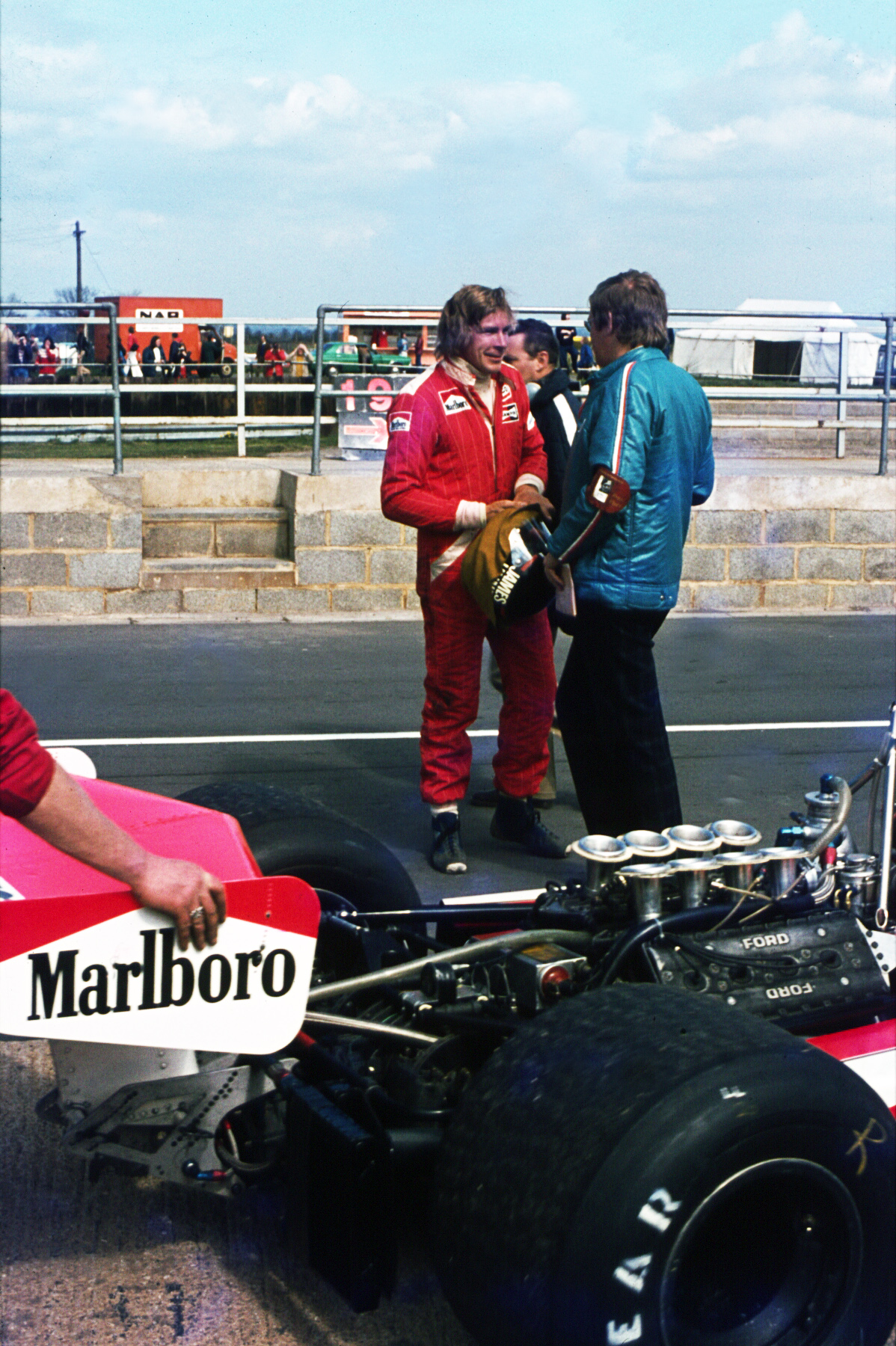
James Hunt vor dem Start des Race of Champions 1976

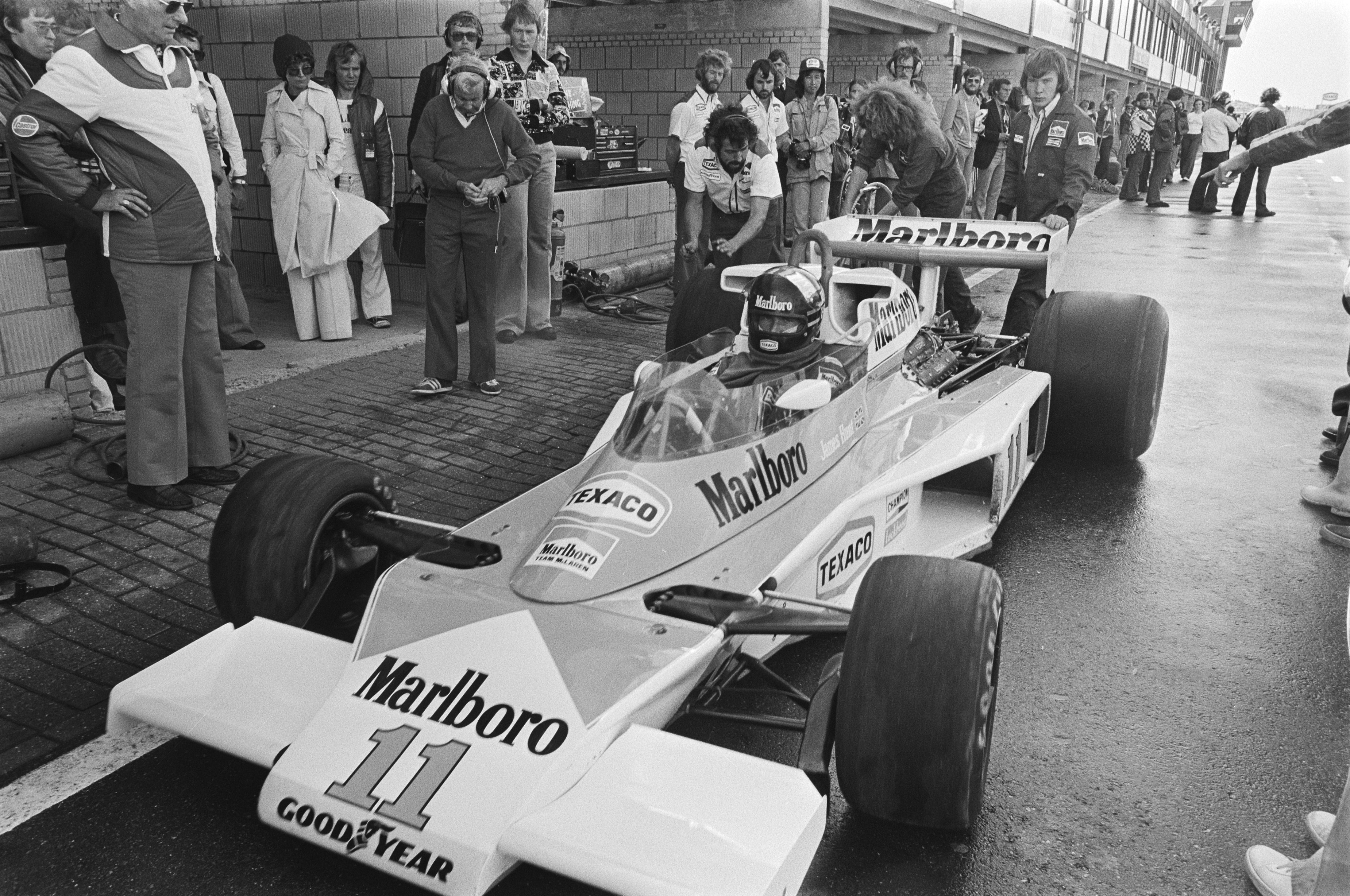
James Hunt im McLaren M23 beim Großen Preis der Niederlande 1976

Die Saison 1976 war erneut von einem Zweikampf zwischen Ferrari und McLaren geprägt. Tyrrell erregte mit dem Sechsradwagen P34 zwar viel Aufsehen, hatte im Kampf um die Weltmeisterschaft aber nur Außenseiterchancen, und Lotus befand sich 1976 in einem Formtief. Hunt pilotierte bei McLaren den M23, der bereits Fittipaldi zur Weltmeisterschaft 1974 verholfen hatte.
Beim Auftaktrennen in Brasilien qualifizierte er sich für den ersten Startplatz; es war die erste Pole-Position seiner Formel-1-Karriere. Damit sicherte er seine Nummer-1-Position innerhalb des Teams gegenüber seinem Kollegen Jochen Mass, den er „Hermann the German“ nannte.
Bis zur Saisonmitte war Ferrari das dominierende Team: Niki Lauda gewann auf dem 312T und dem 312T2 die Großen Preise von Brasilien, Südafrika, Monaco und Belgien. Nach dem siebten Weltmeisterschaftslauf, dem Großen Preis von Schweden, betrug Hunts Rückstand auf Lauda 47 Punkte, da er bislang nur die Weltmeisterschaftsläufe in Spanien und Frankreich gewonnen hatte. Der Sieg in Spanien wurde erst nachträglich bestätigt: Zunächst war Hunt disqualifiziert worden, weil die Breite seines Autos nicht den eine Woche zuvor in Kraft getretenen Regeln entsprochen hatte. McLaren hatte den M23 unverändert an den Start gebracht, nicht bedenkend, dass der Reifenhersteller Goodyear nun geringfügig breitere Hinterreifen lieferte. McLarens Teamchef Teddy Mayer setzte sich schließlich mit der Argumentation durch, dies habe keinen Einfluss auf das Renngeschehen gehabt. Auch Lotus-Chef Colin Chapman sagte bei der Anhörung in Paris zugunsten seines Konkurrenten McLaren aus. Beim Großen Preis von Großbritannien kam Hunt im McLaren zwar als erster ins Ziel, nach einem Protest von Ferrari, Fittipaldi und Ligier wegen illegaler Nutzung eines Ersatzfahrzeugs wurde ihm der Sieg allerdings nachträglich ab- und Niki Lauda zuerkannt.
Der Große Preis von Deutschland wurde zu einem Wendepunkt: Hunts Rivale Lauda verunglückte auf dem Nürburgring schwer und musste verletzungsbedingt die folgenden zwei Rennen auslassen. In den folgenden fünf Rennen gewann Hunt dreimal, während Lauda, der zum Großen Preis von Italien wieder ins Cockpit zurückgekehrt war, in der zweiten Saisonhälfte nur einen vierten und einen dritten Platz verzeichnen konnte.
Vor dem letzten Rennen in Japan hatte Lauda 68 Weltmeisterschaftspunkte, während Hunt auf 65 kam. Hunt qualifizierte sich für den zweiten, Lauda für den dritten Startplatz. Am Renntag regnete es stark, und die Rennstrecke war stellenweise stark vernebelt. Hunt überholte den Polesitter Mario Andretti kurz nach dem Start und ging in Führung. Lauda hingegen gab in der zweiten Runde auf, mit den Worten: „Mir ist mein Leben wichtiger als die Weltmeisterschaft“. Hunt kam letztlich als Dritter ins Ziel und gewann die Fahrerweltmeisterschaft mit einem Punkt Vorsprung vor Lauda.

##### 1977: Nachlassende Leistungen

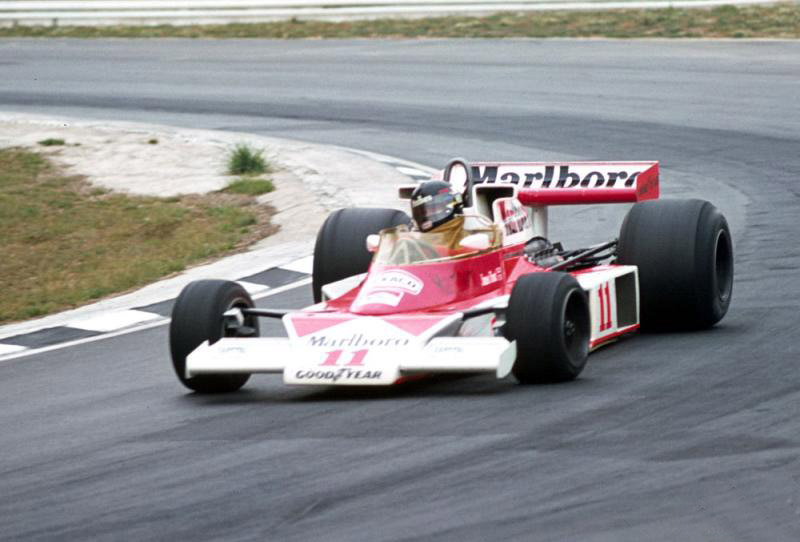
James Hunt beim Race of Champions 1977

McLaren bestritt die Automobil-Weltmeisterschaft 1977 mit der gleichen Fahrerpaarung wie im Vorjahr. James Hunt war der Spitzenfahrer des Teams, dessen Aufgabe es war, den Weltmeistertitel zu verteidigen; daneben fuhr Jochen Mass seine dritte und letzte Saison für das britische Team. McLaren trat in diesem Jahr mit einem neuen Auto an. Der McLaren M26 hatte eine effektivere Aerodynamik als das Vorgängermodell, war aber, da er bereits im Vorjahr konzipiert worden war, schon bei seinem Debüt veraltet. Insbesondere den Ground-Effect-Autos vom Typ 78, die Lotus in diesem Jahr vorstellte, war der M26 deutlich unterlegen, auch wenn sie zuverlässiger waren als Colin Chapmans Konstruktionen.
Hunt hingegen erlitt in der Saison 1977 zahlreiche Unfälle, die überwiegend selbst verschuldet waren und dem Briten den Spitznamen „Hunt the Shunt“ einbrachte. In Argentinien, Südafrika, den Niederlanden und Kanada kam er jeweils nach Fahrfehlern von der Strecke ab und beschädigte seine Autos teilweise erheblich. In Kanada kam es im Anschluss an den Ausfall zu einem Handgemenge zwischen Hunt und einem Streckenposten, in dessen Folge Hunt mit einer Geldstrafe von 2000 US-Dollar belegt wurde. Zwei Wochen später gewann Hunt in Japan das letzte Rennen der Saison. Er siegte außerdem beim Großen Preis von Großbritannien sowie beim Race of Champions in Brands Hatch, das allerdings keinen Weltmeisterschaftsstatus hatte.
Die Fahrerweltmeisterschaft ging in diesem Jahr an Niki Lauda auf Ferrari, der genau wie Hunt drei Weltmeisterschaftsrennen gewann, daneben aber fünf zweite Plätze erzielte und zudem nur bei drei Rennen ausfiel. Hunt beendete die Saison mit 40 Punkten auf Platz fünf der Fahrerwertung.

##### 1978: Tod Ronnie Petersons

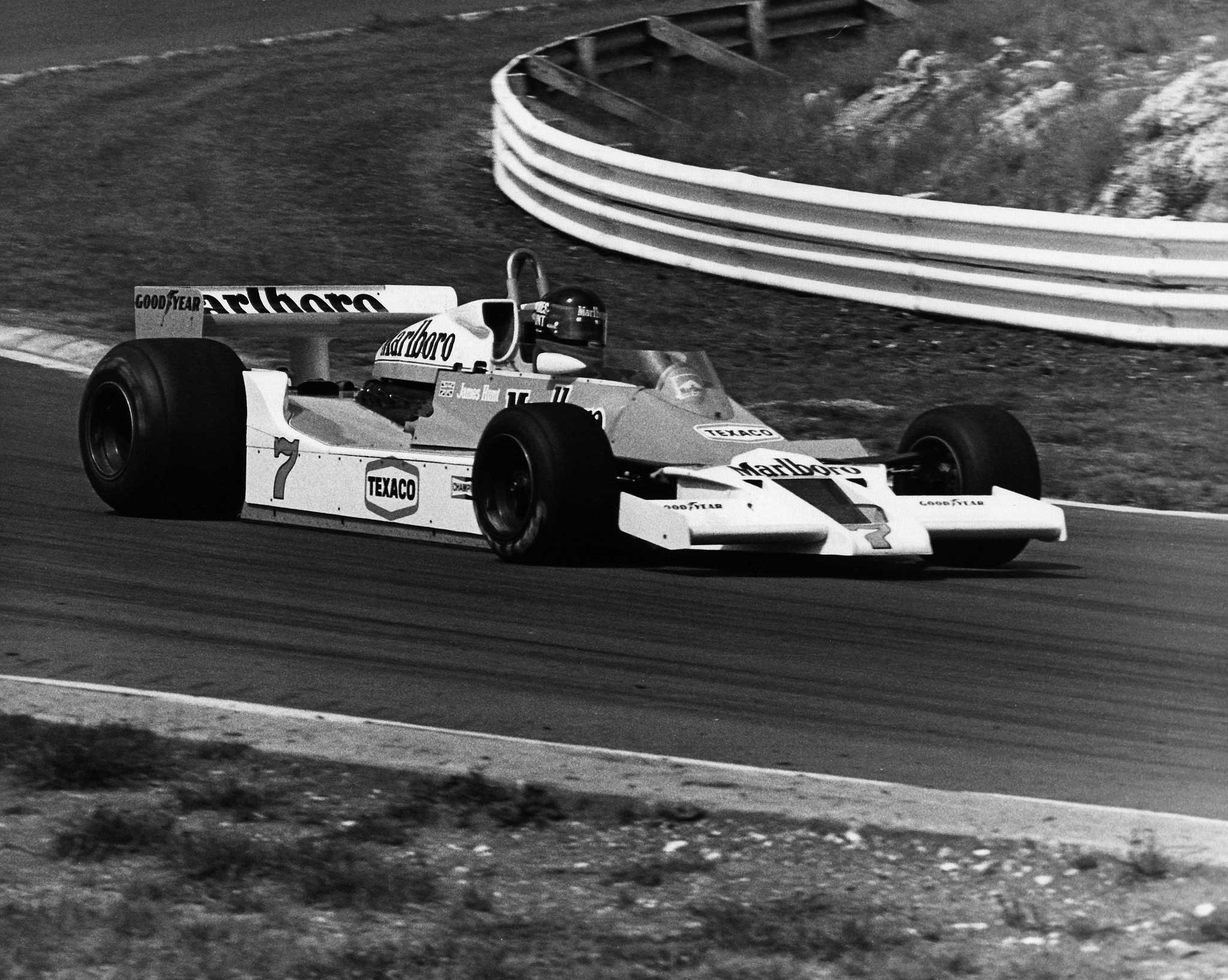
James Hunt beim Großen Preis von Großbritannien 1978

1978 bestritt James Hunt seine dritte Saison für McLaren. In diesem Jahr befand sich das Team „im freien Fall“: McLaren erreichte in der gesamten Saison nur 15 Weltmeisterschaftspunkte und fiel auf Rang acht der Konstrukteurswertung zurück. Damit lag es noch hinter dem finanziell deutlich schlechter ausgestatteten Rennstall von Emerson und Wilson Fittipaldi. James Hunt konnte nur ein Rennen auf einem Podiumsplatz beenden (Dritter beim Großen Preis von Frankreich). Hunt und sein Teamkollege Patrick Tambay, der Jochen Mass ersetzte, waren am Ende der Saison gleichrangige 14. der Fahrerwertung. Der Grund für den nachlassenden Erfolg des Teams wird zumeist in dem Festhalten am veralteten McLaren M26 gesehen: Ungeachtet der Erfolge des Lotus 78 hatte McLaren darauf verzichtet, für die Saison 1978 ein eigenes Wingcar zu konstruieren; stattdessen brachte es den M26, der mit einem flachen Unterboden versehen war, während der gesamten Saison erneut an den Start.
Am 10. September 1978 war Hunt beim Grand Prix von Italien in Monza an einer Massenkarambolage beteiligt. Der Arrows-Pilot Riccardo Patrese überholte nach dem Start einige vor ihm fahrende Fahrzeuge auf dem Seitenstreifen. Beim Einfädeln vor der ersten Schikane versuchte er, Hunt zu verdrängen. Hunt wich aus und berührte dabei das rechte Hinterrad des Lotus von Ronnie Peterson. Petersons Auto hob ab und flog in die Seitenbegrenzung. Dort fing das Auto Feuer. Peterson erlitt schwere Beinverletzungen und war eingeklemmt. Hunt und Regazzoni hielten an und befreiten Peterson aus dem brennenden Auto, bevor er schwere Brandverletzungen erleiden konnte. Peterson, einer der engsten Freunde Hunts, war bei vollem Bewusstsein, als er im Krankenwagen die Rennstrecke verließ. Er verstarb später in einem Mailänder Krankenhaus aufgrund einer Embolie.
Am Ende des Jahres lehnte Hunt eine Verlängerung des Vertrages mit McLaren ab.

#### Wolf

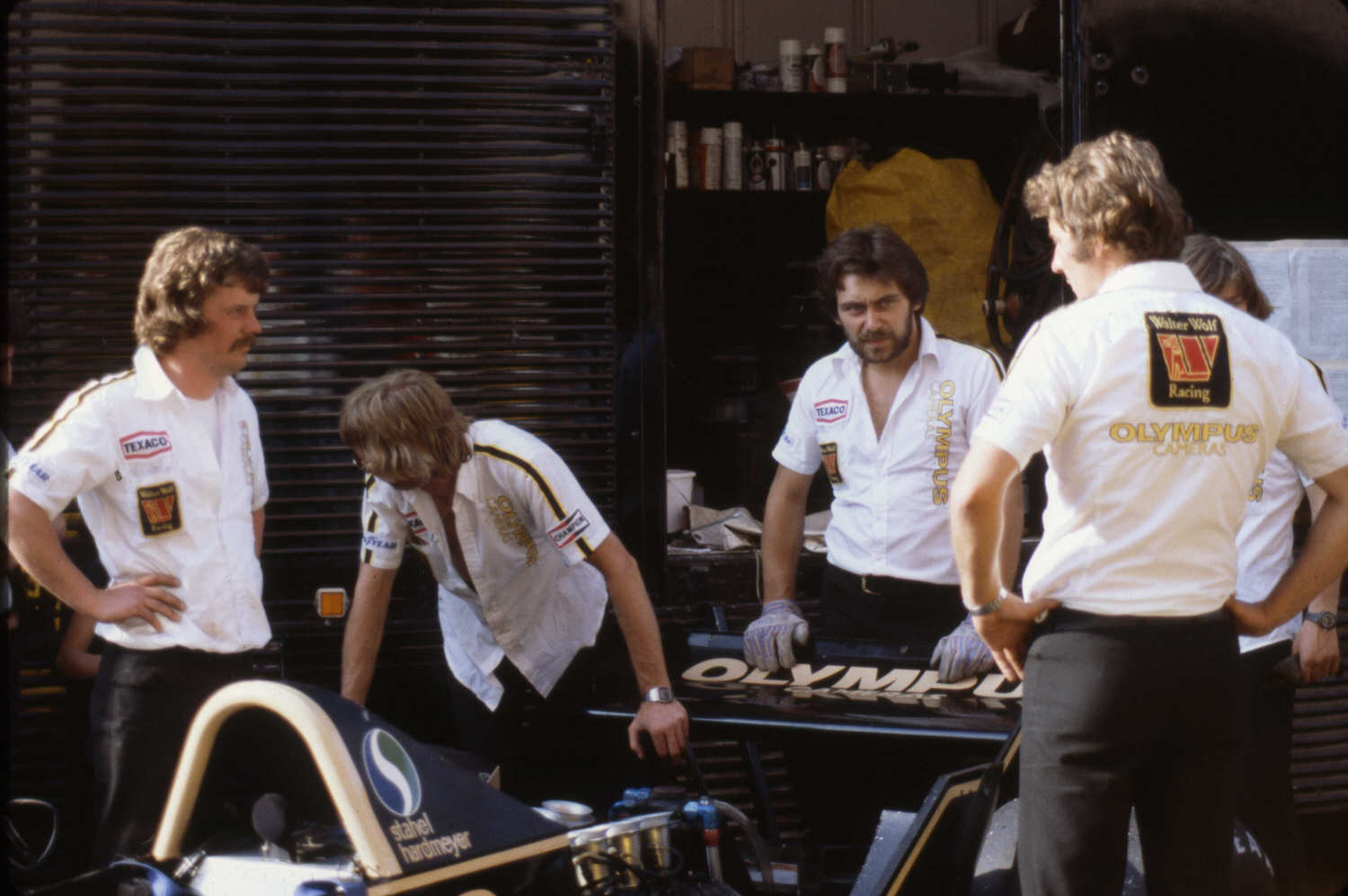
Hunts Wolf WR09 beim Großen Preis von Monaco 1979

Für die Saison 1979 wechselte Hunt zu Walter Wolf Racing, einem Team, das 1976 aus Frank Williams Racing Cars hervorgegangen war und in jenem Jahr die technische Ausrüstung des Hesketh-Teams übernommen hatte. Wolf war die Überraschung der Formel-1-Saison 1977 gewesen: Wolfs Fahrer Jody Scheckter hatte mit dem neu konstruierten WR1 das erste Rennen des Jahres gewonnen und war nach zwei weiteren Siegen und mehreren zweiten und dritten Plätzen Vizemeister 1977 geworden. Im folgenden Jahr war Wolf von Platz drei auf Rang fünf der Konstrukteurswertung zurückgefallen: Scheckter erzielte noch zwei zweite und zwei dritte Plätze, aber keinen Sieg mehr. Im Hinblick darauf wurde die Verpflichtung Hunts von einigen Teammitgliedern als Verstärkung gewertet und mit Hoffnungen für die Saison 1979 verbunden; andere Teammitglieder waren dagegen skeptisch und waren der Ansicht, Hunt habe seine besten Zeiten bereits hinter sich.
Hunt bestritt 1979 sieben Weltmeisterschaftsläufe für Wolf. Sechsmal fiel er aus; lediglich beim Großen Preis von Südafrika kam er ins Ziel. Er belegte hier Rang acht. Beobachter führen die schwachen Leistungen jedenfalls zu einem Teil auf die problematischen Rennwagen zurück, die das Team 1979 einsetzte: Die von Postlethwaite konstruierten Modelle Wolf WR7, WR8 und WR9, die nicht von Anfang an auf Ground-Effect ausgelegt waren, seien ineffektiv und zudem technisch unzuverlässig gewesen. Der überwiegende Teil der Ausfälle Hunts war dementsprechend auf technische Defekte der Elektrik (Argentinien), der Lenkung (Brasilien) oder der Kraftübertragung (USA-West) zurückzuführen.
Der Große Preis von Monaco war Hunts letzter Formel-1-Weltmeisterschaftslauf. Eine Woche später nahm er noch an der nicht zur Weltmeisterschaft zählenden Gunnar Nilsson Memorial Trophy in Donington Park teil, bei der er Zweiter wurde. Unmittelbar nach diesem Rennen erklärte Hunt seinen sofortigen Rücktritt vom aktiven Motorsport. Wolf ersetzte ihn für den Rest der Saison durch Keke Rosberg, der bei acht Rennen ebenfalls nur einmal ins Ziel kam.

### Ruhestand und Tod
Nach seiner aktiven Laufbahn als Fahrer wurde er 1980 F1-Reporter und zweiter Fernsehkommentator neben Murray Walker bei der BBC. Dort fiel er durch seine oft unverblümten Kommentare und dezidierten Ansichten auf und bildete einen Gegenpol zum ruhigen und zurückhaltenden Walker.
Im Alter von nur 45 Jahren starb Hunt am Morgen des 15. Juni 1993 im Schlaf in seinem Zuhause in Wimbledon an einem Herzinfarkt.

## James Hunt und Niki Lauda

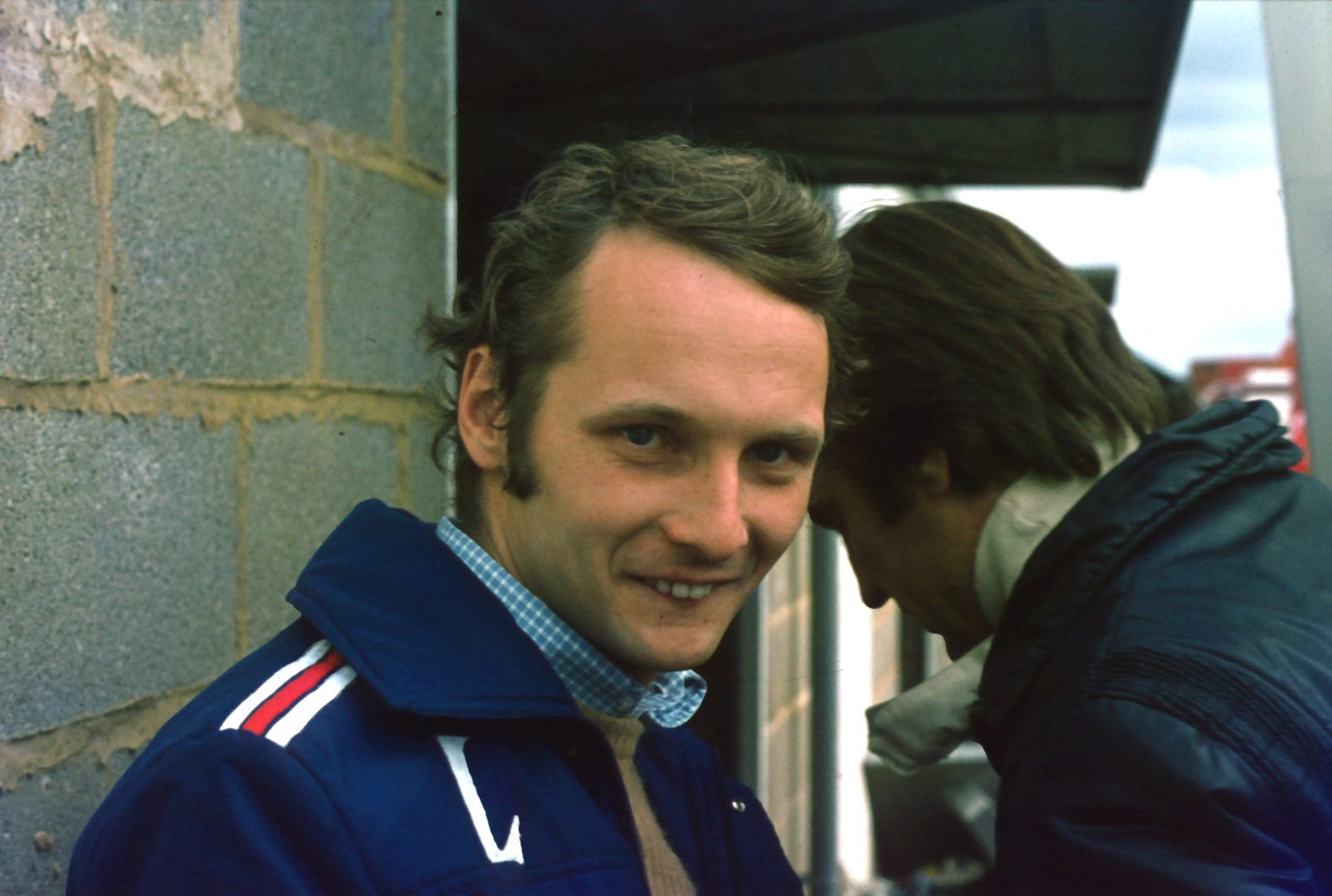
Mit James Hunt befreundet: Niki Lauda

James Hunt und Niki Lauda, die Kontrahenten im Titelkampf der Formel-1-Saison 1976, kannten sich seit dem Beginn ihrer Rennfahrerkarrieren. Sie trafen erstmals im Juli 1970 im Qualifikationstraining anlässlich der Formula 3 International Trophy aufeinander. Lauda verpasste hier die Qualifikation, Hunt wurde im Finalrennen Dritter. Seit 1973 traten sie in der Formel 1 gegeneinander an.
In der Motorpresse wurden und werden die Charakterzüge Hunts und Laudas als gegensätzlich beschrieben. Rückblickend sahen Journalisten sie beispielsweise als „die McEnroes und Connors des Motorsports“ an. Ungeachtet dessen und ungeachtet der sportlichen Konkurrenzsituation im Jahr 1976 waren beide Piloten eng miteinander befreundet. Lauda erklärte später: „Wir haben dafür gesorgt, dass unsere persönliche Freundschaft nie unserer professionellen Beziehung in die Quere kam“.

## Zitate über James Hunt
“I didn’t mind actually. The only one who should beat me was James because I liked the guy …”

„Es machte mir nichts aus, von ihm überholt zu werden. James war der einzige, der mich schlagen durfte, weil ich diesen Kerl mochte...“

„"Für mich war James die charismatischste Persönlichkeit, die die Formel 1 je erlebt hat"“

„Hunt ist mir von allen Fahrern der liebste. Ich schätze ihn. Er ist locker, easy, steht über den Dingen. Er ist ein großartiger Fahrer, weil er überragendes Talent hat. Wenn er ausgeruht ist, ist er der schwerste Gegner“

“Hunt drank to excess, smoked to excess and womanized to super-excess”

„Hunt trank im Übermaß, rauchte im Übermaß und hatte Frauengeschichten im Über-Übermaß.“

„Hunt ist ein Kochtopf, der vor dem Start schon zu brodeln anfängt.“

## Verfilmung
Hunts und Laudas Kampf um den Weltmeistertitel 1976 ist Gegenstand des 2013 gedrehten Spielfilms Rush – Alles für den Sieg. Der australische Schauspieler Chris Hemsworth stellt Hunt dar, Daniel Brühl spielt Niki Lauda. Niki Lauda erklärte im September 2013 in einem Interview, dass der Film die Formel-1-Saison 1976 an sich recht zutreffend wiedergebe, die angebliche Rivalität zwischen ihm und James Hunt allerdings überspitzt darstelle. Drehbuchautor Peter Morgan bestätigte das im gleichen Interview.

## Statistik

### Statistik in der Automobil-Weltmeisterschaft

#### Grand-Prix-Siege
| - 1975 Großer Preis der Niederlande (Zandvoort) - 1976 Großer Preis von Spanien (Jarama) - 1976 Großer Preis von Frankreich (Le Castellet) - 1976 Großer Preis von Deutschland (Nürburg) - 1976 Großer Preis der Niederlande (Zandvoort) | - 1976 Großer Preis von Kanada (Bowmanville) - 1976 Großer Preis der USA Ost (Watkins Glen) - 1977 Großer Preis von Großbritannien (Silverstone) - 1977 Großer Preis der USA Ost (Watkins Glen) - 1977 Großer Preis von Japan (Fuji) |

#### Einzelergebnisse
| Saison | 1   | 2   | 3   | 4   | 5   | 6   | 7   | 8   | 9   | 10  | 11  | 12  | 13  | 14 | 15  | 16 | 17 |
| ------ | --- | --- | --- | --- | --- | --- | --- | --- | --- | --- | --- | --- | --- | -- | --- | -- | -- |
| 1973   |     |     |     |     |     |     |     |     |     |     |     |     |     |    |     |    |    |
|        |     |     |     |     | 9*  |     | 6   | 4   | 3   |     | DNF | DNS | 7   | 2  |     |    |    |
| 1974   |     |     |     |     |     |     |     |     |     |     |     |     |     |    |     |    |    |
| DNF    | 9   | DNF | 10  | DNF | DNF | 3   | DNF | DNF | DNF | DNF | 3   | DNF | 4   | 3  |     |    |    |
| 1975   |     |     |     |     |     |     |     |     |     |     |     |     |     |    |     |    |    |
| 2      | 6   | DNF | DNF | DNF | DNF | DNF | 1   | 2   | 4*  | DNF | 2   | 5   | 4   |    |     |    |    |
| 1976   |     |     |     |     |     |     |     |     |     |     |     |     |     |    |     |    |    |
| DNF    | 2   | DNF | 1   | DNF | DNF | 5   | 1   | DSQ | 1   | 4   | 1   | DNF | 1   | 1  | 3   |    |    |
| 1977   |     |     |     |     |     |     |     |     |     |     |     |     |     |    |     |    |    |
| DNF    | 2   | 4   | 7   | DNF | DNF | 7   | 12  | 3   | 1   | DNF | DNF | DNF | DNF | 1  | DNF | 1  |    |
| 1978   |     |     |     |     |     |     |     |     |     |     |     |     |     |    |     |    |    |
| 4      | DNF | DNF | DNF | DNF | DNF | 6   | 8   | 3   | DNF | DSQ | DNF | 10  | DNF | 7  | DNF |    |    |
| 1979   |     |     |     |     |     |     |     |     |     |     |     |     |     |    |     |    |    |
| DNF    | DNF | 8   | DNF | DNF | DNF | DNF |     |     |     |     |     |     |     |    |     |    |    |

| Legende  | Legende            | Legende                                                          |
| Farbe    | Abkürzung          | Bedeutung                                                        |
| -------- | ------------------ | ---------------------------------------------------------------- |
| Gold     | –                  | Sieg                                                             |
| Silber   | –                  | 2. Platz                                                         |
| Bronze   | –                  | 3. Platz                                                         |
| Grün     | –                  | Platzierung in den Punkten                                       |
| Blau     | –                  | Klassifiziert außerhalb der Punkteränge                          |
| Violett  | DNF                | Rennen nicht beendet (did not finish)                            |
| Violett  | NC                 | nicht klassifiziert (not classified)                             |
| Rot      | DNQ                | nicht qualifiziert (did not qualify)                             |
| Rot      | DNPQ               | in Vorqualifikation gescheitert (did not pre-qualify)            |
| Schwarz  | DSQ                | disqualifiziert (disqualified)                                   |
| Weiß     | DNS                | nicht am Start (did not start)                                   |
| Weiß     | WD                 | zurückgezogen (withdrawn)                                        |
| Hellblau | PO                 | nur am Training teilgenommen (practiced only)                    |
| Hellblau | TD                 | Freitags-Testfahrer (test driver)                                |
| ohne     | DNP                | nicht am Training teilgenommen (did not practice)                |
| ohne     | INJ                | verletzt oder krank (injured)                                    |
| ohne     | EX                 | ausgeschlossen (excluded)                                        |
| ohne     | DNA                | nicht erschienen (did not arrive)                                |
| ohne     | C                  | Rennen abgesagt (cancelled)                                      |
| ohne     | keine WM-Teilnahme |                                                                  |
| sonstige | P/fett             | Pole-Position                                                    |
| sonstige | 1/2/3/4/5/6/7/8    | Punktplatzierung im Sprint-/Qualifikationsrennen                 |
| sonstige | SR/kursiv          | Schnellste Rennrunde                                             |
| sonstige | *                  | nicht im Ziel, aufgrund der zurückgelegten Distanz aber gewertet |
| sonstige | ()                 | Streichresultate                                                 |
| sonstige | unterstrichen      | Führender in der Gesamtwertung                                   |